# Valdemar Irminger
Valdemar Heinrich Nicolas Irminger, född 29 december 1850 i Köpenhamn, död 10 februari 1938, var en dansk målare. Han var son till Johan Heinrich Georg Irminger och gift med skulptören Ingeborg Plockross Irminger.
Irminger framträdde först som djurmålare och som skildrare av militära manöverscener och dylikt. Mest blev han dock känd för sina bilder ur vardagslivet, som avslöjar en mindre vanlig berättartalang, präglad av såväl ironi som poetisk känsla, såsom Barnen säger godnatt till sin stjärna.

## Utmärkelser
- Neuhausenska priset,  1879[7]
- Eckersbergmedaljen,  1888[8]
- Eckersbergmedaljen,  1889[8]
- Serdin Hansens pris,  1899[7]
- Riddare av Dannebrogorden,  1915[9]
- Dannebrogsmännens hederstecken,  1925[9]

[Redigera Wikidata]